# Monsterwelle

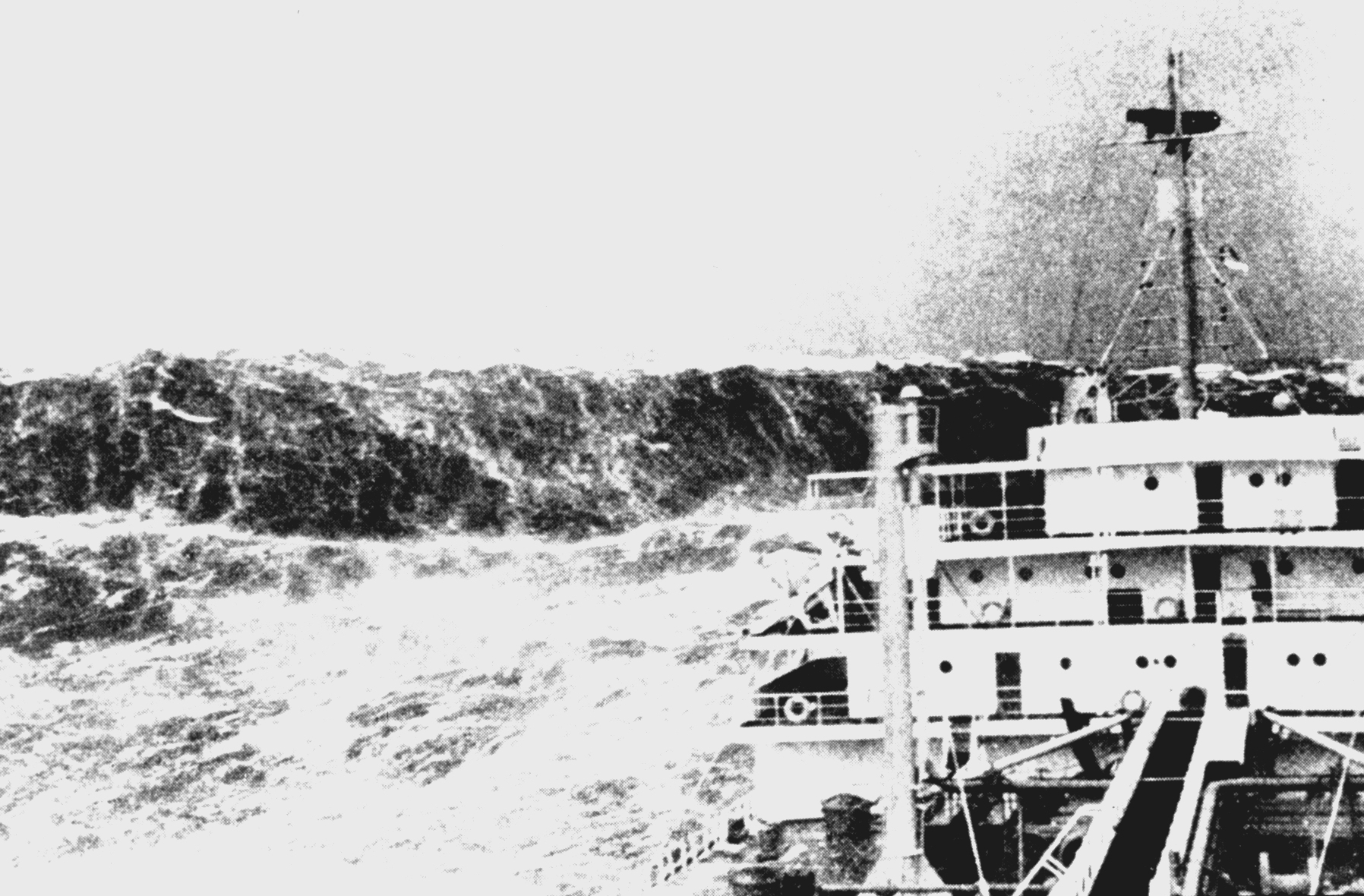
Monsterwelle in der französischen Biskaya bei ca. 200 Metern Wassertiefe (ca. 1940). Die Wellenhöhe kann nur geschätzt werden.

Monsterwellen (auch Riesenwellen oder Kaventsmänner) sind außergewöhnlich hohe, einzelne marine Wasserwellen. Lange Zeit galten Monsterwellen als Seemannsgarn, bis Satellitenaufnahmen und andere Messungen ihre Existenz bewiesen. Erst seit 1995 sind sie anerkannt und werden intensiv erforscht.
Die Höhe und die hohe Geschwindigkeit solcher Wellen erzeugen enorme Anprallkräfte. Kleinere Schiffe können „verschluckt“ oder „zerschlagen“ werden. Größere Schiffe können durch die gewaltigen Kräfte infolge der Schäden an den Aufbauten oder durch zerborstene Fenster manövrierunfähig werden. Selbst für Großschiffe stellen Monsterwellen eine ernste Gefahr dar, da die trägen Schiffskörper außerordentlichen und sehr schnell wechselnden Belastungen ausgesetzt werden, unter denen sie sogar auseinanderbrechen können.

## Beschreibung

### Charakteristik
Monsterwellen überschreiten die „signifikante Wellenhöhe“, also den Mittelwert des höchsten Drittels der Wellen in einem Seegang, um mindestens das Doppelte. Sie haben eine vergleichsweise kurze Wellenlänge und eine relativ hohe Geschwindigkeit. Ein weiteres Merkmal ist ihre steile Vorderfront.
Drei Arten von Monsterwellen sind bisher bekannt:
1. der Kaventsmann (engl. rogue wave), eine große, relativ schnelle Welle, die nicht der Richtung des normalen Seegangs folgt;
2. die Drei Schwestern (engl. Three Sisters), drei schnell aufeinander folgende große Wellen, in deren schmalen Tälern Schiffe nicht den nötigen Auftrieb entwickeln können und dann von der zweiten oder spätestens dritten Woge überrollt werden. Es ist unklar, ob dieses Phänomen immer aus exakt drei Wellen besteht oder ob Varianten mit zwei, vier oder fünf Wellen vorkommen;
3. die Weiße Wand (engl. white walls), eine sehr steile Welle, von deren Kamm die Gischt herabsprüht, gefolgt von einem tiefen Wellental.

### Häufigkeit
Bei Radarmessungen in der Nordsee, die unter anderem von Julian Wolfram von der Heriot-Watt Universität Edinburgh auf der Ölplattform Draupner durchgeführt wurden, registrierte man innerhalb von zwölf Jahren 466 Monsterwellen. Mit den europäischen Umweltsatelliten ERS-1 und -2 wurden im Rahmen des MaxWave-Projekts weltweit Radarmessungen vorgenommen und dabei in drei Wochen zehn Wellen gemessen, die mehr als 25 m Höhe hatten. Damit wurde nachgewiesen, dass Monsterwellen häufiger auftreten als zuvor vermutet.
Monsterwellen konzentrieren sich in Gegenden mit starken Meeresströmungen. Die Seegebiete südöstlich und östlich von Südafrika sowie die Südspitze Südamerikas (Kap Hoorn) sind berüchtigt für das Auftreten von Monsterwellen. Auch Seegebiete, in denen die Wassertiefe plötzlich abnimmt, sind bekannt für gefährlichen Seegang.

### Gefahren durch Riesenwellen
Der massive Aufprall einer Riesenwelle auf ein Schiff kann zu schweren Zerstörungen oder zum Untergang führen. Einige Forscher glauben, dass beim Versinken von Großschiffen mit über 200 Metern Länge meistens Monsterwellen direkt oder indirekt die Ursache waren. Aufgrund der Eigenträgheit eines Schiffes kann dieses eine solche Welle nicht einfach überfahren, sondern wird von ihr regelrecht überrollt (Brecherwelle). Die hierbei auftretenden Belastungen sind erheblich höher als bei normalen Sturmwellen. Während die meisten Schiffe auf einen Wasserdruck von maximal 150 kN/m² ausgelegt sind, kann bei einem direkten Treffer durch eine solche Welle ein Druck von weit über 1.000 kN/m² entstehen. Selbst bei einem Frontaltreffer taucht das Schiff tief in die Welle ein; der Wasserschlag trifft in der Regel, bedingt durch die Höhe der Welle, die Aufbauten, die nicht für einen solch hohen Anprall ausgelegt sind.
Ein weiteres Problem sind die kurze Wellenlänge und daraus folgend die großen, in schneller Folge vorauseilenden und nachfolgenden Wellentäler. Das Schiff wird erfasst und am Bug (bei Frontaltreffern) sehr schnell angehoben. Es durchbricht die Welle, um wieder in ein steiles Tal zu geraten, während der Mittelteil und das Heck zu diesem Zeitpunkt noch unter voller Belastung der Welle stehen. Da Schiffe nicht auf Punktbelastbarkeit ausgelegt sind, kann das Schiff an seinem „freiliegenden“, nicht durch Auftrieb gestützten Bug infolge des Eigengewichts zerbrechen.
Die Gefahr des Kenterns ist am größten, wenn das Schiff seitlich getroffen wird. Sie ist wahrscheinlich am geringsten, wenn die Welle nicht frontal, sondern leicht schräg überfahren wird.

### Abgrenzung zu Tsunamis
Monsterwellen haben wenig mit Tsunamis gemein. Während ein Tsunami durch plötzliche Bewegungen des Meeresbodens (Seebeben, Vulkanausbruch, Hangrutsch), also durch Verdrängungswasser, entsteht, ist an einer Monsterwelle nur Oberflächenwasser beteiligt. Da die Wellenhöhe eines Tsunamis auf offenem Meer niedrig ist (nur bis zu einem Meter) und die Wellenlänge sehr lang (mehrere hundert km), läuft der Tsunami unter einem Schiff so sanft durch, dass die Welle von Menschen auf dem Schiff zumeist nicht bemerkt wird. Eine Monsterwelle jedoch türmt sich auch auf hoher See zu einer Wasserwand auf.
Erreicht ein Tsunami flache Küstenregionen, kann er sich zu einer Wasserwand von mehr als 50 Meter Höhe auftürmen und die Welle kann wegen ihrer großen Länge und den damit verbundenen enormen in Bewegung befindlichen Wassermassen weit ins Landesinnere vordringen. Eine Monsterwelle dagegen fällt zusammen, sobald sie auf Land trifft.

## Forschung

### Beginn der Erforschung

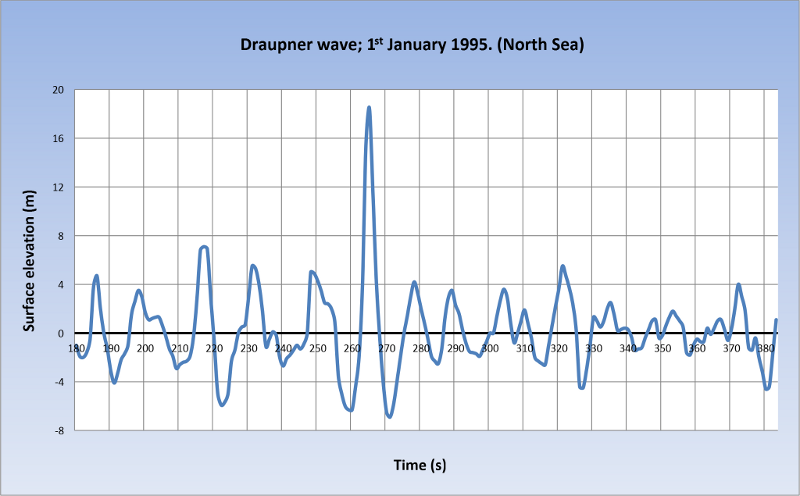
Diagramm der Draupner-Welle

Bis 1995 galten Monsterwellen, über die schon seit Jahrhunderten von Seeleuten berichtet wird, als reine Erfindungen („Seemannsgarn“). Verluste von Schiffen wurden schlechter Wartung oder mangelnden seemännischen Fähigkeiten zugeschrieben, auch wenn es Fälle gab, bei denen diese Begründungen nicht ausreichten.
Zwei Ereignisse mit eindeutig dokumentierten Monsterwellen führten dann dazu, dass deren Existenz nicht mehr in Frage gestellt wurde: In der Neujahrsnacht 1995 wurde von der automatischen Wellenmessanlage der norwegischen Ölbohrplattform Draupner-E während eines Sturms in der Nordsee eine einzelne Welle – heute als „Draupner-Welle“ bekannt – mit 18,5 m Höhe dokumentiert. Noch im selben Jahr, am 11. September, wurde der britische Luxusliner Queen Elizabeth 2 auf dem Weg von Cherbourg nach New York über der Neufundlandbank von Monsterwellen getroffen. Damit wurde klar, dass es Monsterwellen gibt, und wissenschaftliche Forschungen begannen.
Die von der wissenschaftlichen Forschung zuvor bestimmte maximale Höhe natürlicher Ozeanwellen von 15 m war zugleich Maßstab für die Auslegung der Belastbarkeit im Schiffbau auf 16,5 m. Erst ein Forschungsauftrag der Versicherungen, die für den Verlust von Schiffen aufzukommen hatten, brachte neue Erkenntnisse.

### Methoden
Die Höhe von Monsterwellen kann durch Radarmessungen bestimmt werden. Auf senkrecht von oben aufgenommenen Satellitenbildern sind sie an einem starken Kontrast erkennbar, der durch ihre steile Vorderfront verursacht wird. Bei normalen Wellen, die auf beiden Seiten ähnlich steil sind, fehlt der starke Kontrast.
Die Entstehung von Monsterwellen kann in einem Wellenkanal oder einem großen Wasserbehälter nachgestellt werden. Im Jahr 2018 versuchten britische Forscher die Entstehung der fast 20 Meter hohen Draupner-Welle im Maßstab 1:35 nachzustellen, indem sie in einem runden Wellentank mit 25 Metern Durchmesser zwei Wellenfronten in verschiedenen Winkeln aufeinandertreffen ließen. Sie fanden heraus, dass ein Winkel von 120 Grad Monsterwellen ermöglicht. Bei anderen Winkeln türmt sich die Welle zwar ebenfalls durch Überlagerung der Wellenfronten auf, sie bricht aber, bevor sie die Größe einer Draupnerwelle erreicht.

### Erklärungen

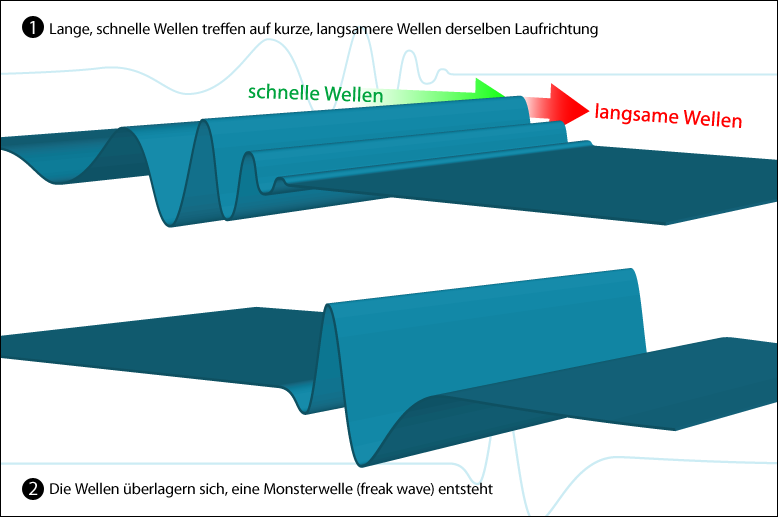
Modell der Überlagerung von Wellen, hier am Beispiel von Wellen mit derselben Laufrichtung

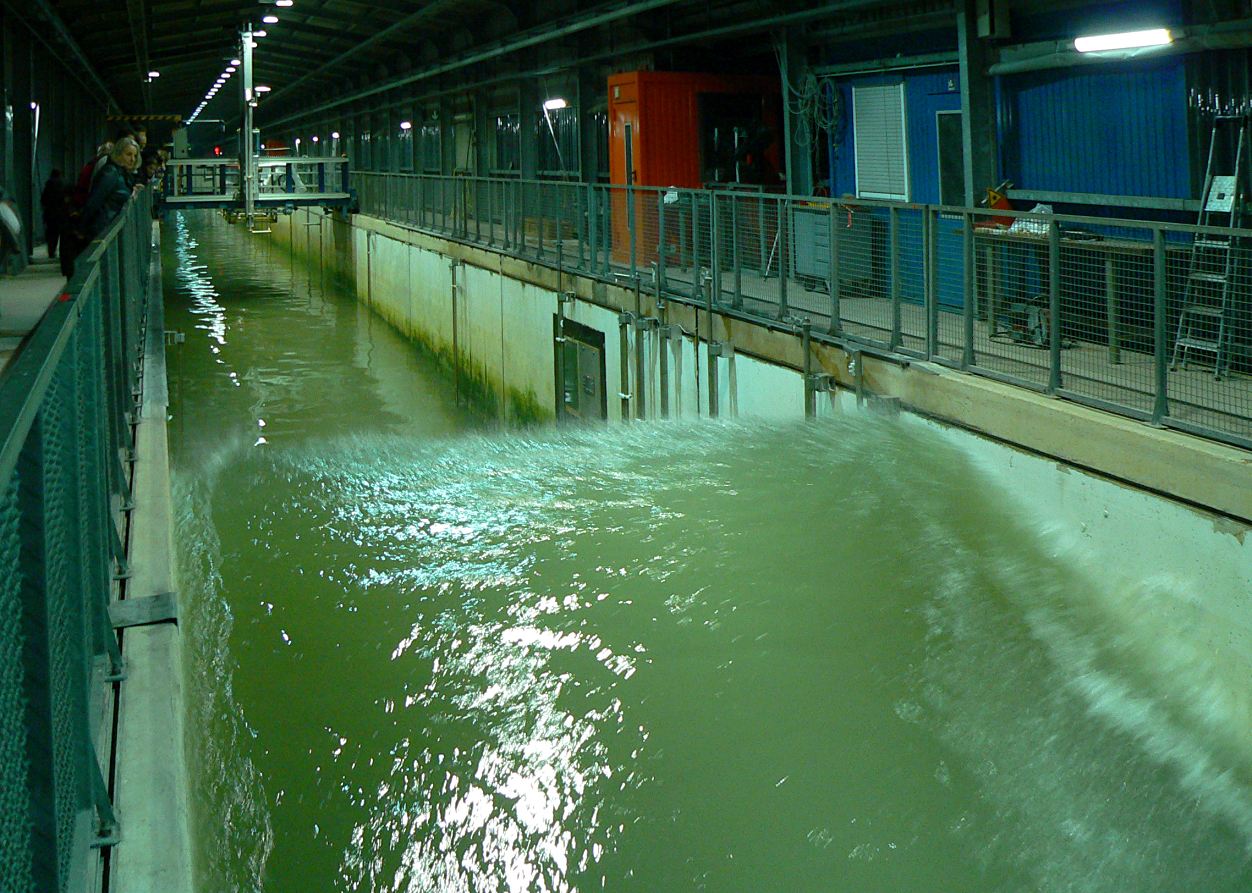
Eine „Monsterwelle“ im Kleinformat (Wellenkanal in Hannover-Marienwerder)

Der wichtigste Mechanismus bei der Entstehung von Monsterwellen ist die Überlagerung mehrerer Wellen (Interferenz). Dabei können Wellen mit bis zu 40 Metern Höhe entstehen. Starker Wind gegen die Richtung der Meeresströmung macht die Entstehung hohen Seegangs wahrscheinlicher. Eine Dünung kann ebenfalls gegen eine Meeresströmung laufen. Dabei werden die Wellen kürzer, aber steiler und höher. Kommen dann noch Überlagerungen hinzu, entstehen große Wellen.
Der Seegang setzt sich grundsätzlich aus Komponenten unterschiedlicher Wellenlänge – und damit Ausbreitungsgeschwindigkeit (siehe dazu auch Phasengeschwindigkeit) – und Richtung zusammen. Die momentane lokale Wasserstandshöhe wird häufig zunächst statistisch nach dem zentralen Grenzwertsatz normalverteilt angenommen. Man bezeichnet heuristisch die intuitiv empfundene Seegangshöhe als durch die signifikante Wellenhöhe {\displaystyle \textstyle H_{1/3}} gegeben (das arithmetische Mittel der Wellenhöhen des höchsten Drittels der Wellen). Die Normalverteilung lässt aber auch viel größere Höhendifferenzen zu, die nur sehr selten vorkommen, deren Häufigkeit unter Annahme der Normalverteilung aber genau bestimmt werden kann. Während man früher davon ausging, dass sehr hohe Wellen („Jahrhundertwelle“) seltener auftreten, als es der Normalverteilung entspricht, führen neuere Beobachtungen und theoretische Ansätze zum gegenteiligen Schluss. Die Ursache hierfür liegt darin, dass die Überlagerung der Elementarwellen nicht linear ist, wie es der zentrale Grenzwertsatz voraussetzt. Insgesamt wird die Verteilung seltener hoher Wellen in Abweichung von der Normalverteilung noch nicht vollständig verstanden.
Um Monsterwellen erklären zu können, sind komplexe Modelle notwendig. So wandte Alfred Osborne, Professor der Physik an der Universität Turin, erstmals 1965 die quantenmechanistische Schrödingergleichung zur Beschreibung der nichtlinearen Ausbreitung von Hochseewellen an. Entsprechend diesen Gleichungen entsteht die Monsterwelle eher zufällig aufgrund von Welleninstabilitäten, indem sie lokal aus ihren umgebenden Wellenzügen Energie absaugt und dadurch viel höher als die umgebenden Wellen werden kann. Seine frühen Arbeiten wurden von Ozeanografen nur wenig beachtet. Osborne verwarf diese Berechnungsmethode – bis 1995 auf der Ölbohrplattform Draupner-E in der Nordsee eine einzelne Welle registriert wurde, die Osbornes Vorhersagen entsprochen hatte. Die Nichtlinearität von Wasserwellen ist seitdem anerkannt und wird seit etwa 2001 von Schiffbauern berücksichtigt.
Inzwischen gibt es auch Anhaltspunkte dafür, dass Monsterwellen durch Wellenbrechung an Hindernissen im Rahmen einer linearen Theorie und nicht durch (nichtlineare) Resonanzeffekte entstehen. Dies wurde in einer Simulation von Wellen und deren Brechung an im Vergleich zur Wellenlänge kleinen Metallkegel-Hindernissen durch Mikrowellen im Labor festgestellt.

### Vorhersagen besonders gefährdeter Gebiete
Ein 2008 entworfenes Simulationsmodell von Tim Janssen (SFSU) und Thomas Herbers (NPS) soll zeigen, wo und warum solche Riesenwellen entstehen. So gehören Küstenzonen mit stark schwankenden Meerestiefen und unterschiedlichen Strömungsverhältnissen zu den anfälligen Seegebieten, in denen unberechenbar große Wellen auftreten können. Sandbänke und Strömungsverhältnisse sind dafür verantwortlich, dass Wellen ihre Richtung und Geschwindigkeit ändern. In „Wellenbrennpunkten“ kann sich Energie an einem bestimmten Punkt sammeln wie das Licht unter einer Lupe. Wenn eine Welle, so Janssen gegenüber der BBC, über eine Sandbank oder eine andere Strömung ziehe, könnten solche „Wellenbrennpunkte“ zur Wirkung gelangen. Das Computermodell soll Hotspots erkennen, an denen solche Strömungsüberlagerungen auftreten. Es kommt zu dem Ergebnis, dass an einem Hotspot drei extreme Wellen auf tausend normale kommen, während sich in einem normalen Wellenfeld nur alle 10.000 Wellen drei extremere Varianten finden. Bisher ist das Modell der Forscher rein theoretischer Natur. Eine Prüfung der Zuverlässigkeit ist an einem Abschnitt der Cortes Bank, einer z. T. bis an die Meeresoberfläche heran reichenden Untiefe 82 Kilometer südwestlich von San Clemente, der südlichsten der kalifornischen Kanalinseln, mittels realer Messdaten geplant. Die Cortes Bank gilt als eine Zone, in der sich unterschiedliche Strömungen im Meer kreuzen.
Für die Schifffahrt wäre ein Modell, das Zonen mit hoher Monsterwellen-Wahrscheinlichkeit relativ genau eruiert, von hohem Nutzen, könnte man dann doch Seewege nach der Wahrscheinlichkeit solcher „Freak-Wellen“ ausrichten. Doch dafür muss sich erst die Tauglichkeit des kalifornischen Erklärungsmodells erweisen.

## Berichte und Katastrophen
- Auf seiner Jungfernfahrt wurde der deutsche Schnelldampfer Kronprinz Wilhelm, damals der modernste und schnellste Atlantikliner der Welt, am 18. September 1901, dem Tag der Abfahrt von Cherbourg in Frankreich nach New York, bei schwerer See von einer riesigen Welle frontal getroffen und erlitt dabei besonders an den vorderen Aufbauten erhebliche Beschädigungen. Unter anderem wurden ein Ventilator auf dem Vordeck und ein weiterer auf dem Sonnendeck weggespült. Die Welle schlug ein Loch in die Wand der Bibliothek unterhalb von Ruderhaus und Kapitänskajüte. Teile der Bibliothek sowie zwei von drei Fenstern dort wurden zerstört. Außerdem wurde ein Fenster auf der Brücke (normalerweise ca. 20 Meter über dem Meeresspiegel) eingeschlagen.[9]
- Im Februar 1909 steigerte sich eine bereits anhaltende, tagelange Schlechtwetterfront mit extremen Windböen und starkem Seegang zu einem Unwetter, das den britischen Schnelldampfer Lusitania auf der Fahrt von Queenstown in Irland nach New York mit bis zu 25 Meter hohen Wellen konfrontierte. Die Wellen beschädigten die Kommandobrücke und Aufbauten.[10]
- Im Februar 1926 wurde die Olympic im Nordatlantik von einer Welle getroffen, die zahlreiche Schäden, unter anderem vier zerstörte Brückenfenster (normalerweise ca. 24 Meter über dem Meeresspiegel), verursachte.
- Im Februar 1933 sichtete ein wachhabender Offizier des US-Navy-Tankers Ramapo auf dem Weg von Manila nach San Diego in stürmischer See eine 34 Meter hohe einzelne Welle.[11]
- 1934 wurde die Majestic, damals das größte Schiff der Welt, im Nordatlantik von einer großen Welle getroffen, von der unter anderem der Kapitän auf der Brücke (normalerweise circa 30 Meter über dem Meeresspiegel) schwer verletzt wurde.
- Eine ungewöhnlich hohe Welle traf am 18. September 1973 im Nordatlantik die von New York nach Palma fahrende Raffaello, das zu dieser Zeit mit 45.933 BRT größte italienische Fahrgastschiff. Die Welle zerschlug unter anderem einige Fenster des Speisesaals (normalerweise etwa 20 m über dem Meeresspiegel) und richtete dort erhebliche Sachschäden an. Da der Speisesaal in diesem Augenblick nicht belegt war, kamen keine Menschen zu Schaden.[12]
- Die Edmund Fitzgerald war ein amerikanisches Frachtschiff, das am 10. November 1975 während eines Sturms auf dem Oberen See unterging. Alle 29 Besatzungsmitglieder kamen dabei ums Leben. Das Unglück ist die bekannteste Katastrophe in der Geschichte der Schifffahrt auf den Großen Seen. Die Wellen waren vermutlich mehr als 10 Meter hoch.
- Große Aufmerksamkeit erregte um Weihnachten 1978 der Fall des deutschen LASH-Frachtschiffs München, das mit 28 Mann Besatzung im Atlantik nördlich der Azoren spurlos verschwand. Die Seeamtsverhandlung ergab, dass vermutlich eine Riesenwelle das Schiff zunächst manövrierunfähig machte und dann untergehen ließ. Man konnte einige Rückschlüsse auf Wellenhöhe und -energie des Unglücksereignisses ziehen aufgrund der Deformationen an einem in 20 m Höhe angebrachten und später geborgenen Rettungsboot.
- Eine Monsterwelle versenkte vermutlich am 15. Februar 1982 auch die Bohrinsel Ocean Ranger. Sie zerschmetterte ein Fenster und verursachte einen folgenschweren Wassereinbruch. Dadurch entstand ein Kurzschluss im Kontrollraum für die Pumpen, die die Plattform stabilisierten. In der Folge kenterte und sank die als unsinkbar geltende Bohrinsel. Die gesamte 84-köpfige Mannschaft kam in der tosenden See ums Leben.
- Im Oktober 1991 ging die Andrea Gail, ein kleiner, im Schwertfischfang eingesetzter Trawler, im Hurrikan Grace verloren. Es wird vermutet, dass das Schiff von einer Monsterwelle getroffen wurde. Diese Begebenheit wurde einige Jahre später von Wolfgang Petersen als Der Sturm (auf Basis des gleichnamigen Buchs von Sebastian Junger) verfilmt.
- In der Neujahrsnacht 1995 meldete die automatische Wellenmessanlage der norwegischen Ölbohrplattform Draupner-E in der Nordsee in einem Sturm mit 12 m hohen Wellen eine einzelne Welle mit 18,5 m Höhe. Damit war bewiesen, dass es Monsterwellen gibt, und in den folgenden Jahren wurden Berichte und Forschungen ausgewertet.
- Am 11. September 1995 wurde der britische Luxusliner Queen Elizabeth 2 auf dem Weg von Cherbourg nach New York über der Neufundlandbank von Riesenwellen getroffen. Nach Aussagen der Besatzung, die von den Daten einer kanadischen Wetterboje gestützt werden, handelte es sich hierbei um ein „Drei-Schwestern“-Phänomen mit Wellenhöhen von 28 bis 29 Metern (nach anderen Berichten hatte eine Welle eine Höhe von 33 m) und einer Periode von 13 Sekunden. Kapitän Ronald Warwick beschrieb sie als „riesige Wasserwand… Es sah aus, als würden wir direkt in die weißen Klippen von Dover steuern.“[13]
- Östlich der Insel Rockall, wenige hundert Kilometer westlich von Schottland, dokumentierte das Forschungsschiff RRS Discovery (nicht zu verwechseln mit einem wesentlich älteren Forschungsschiff desselben Namens) am 8. Februar 2000 bis zu 29 Meter hohe Wellen. Sie traten außerdem in Gruppen auf; zuvor hatte man angenommen, dass Monsterwellen nur einzeln auftreten.
- Im Südatlantik vor Argentinien wurden den Kreuzfahrtschiffen Bremen (am 22. Februar 2001) und Caledonian Star (am 2. März 2001) durch 35 Meter hohe Wellen jeweils die Brücken zerstört; sie entgingen nur knapp dem Untergang. Göran Persson, der erste Offizier der Caledonian Star, beschrieb die Welle als „… Berg, wie eine Mauer aus Wasser.“[14] Die Bremen trieb daraufhin zwei Stunden lang manövrierunfähig auf offener See.[15] Dieses Seegebiet hat keine nennenswerte Meeresströmung, also war die gefundene Theorie nicht ausreichend. Zudem war bewiesen, dass sich Monsterwellen nicht auf bestimmte Gebiete beschränken.
- Am 16. April 2005 wurde die Norwegian Dawn, ein 2200 Passagiere fassendes Kreuzfahrtschiff, auf der Rückreise von den Bahamas nach New York von einer sehr großen Welle getroffen. Diese Welle soll etwa 21 Meter hoch gewesen sein. Sie zerschlug Fenster, riss Whirlpools über Bord und überflutete 62 Kabinen. Vier Passagiere erlitten leichte Verletzungen.
- Am 23. Juni 2008 wurde der japanische Fischkutter Suwa Maru No. 58 im Kuroshio-Strom östlich von Japan von einer Monsterwelle versenkt. Nur drei Fischer überlebten. Wissenschaftler analysierten im Nachhinein diesen Vorfall genauer und stellten fest, dass es sich um eine Monsterwelle gehandelt haben muss. Diese Erkenntnisse decken sich mit den Aussagen der Überlebenden.[16]
- Die mit 23,8 Metern Höhe höchste jemals auf der Südhalbkugel gemessene Welle wurde am 8. Mai 2018 durch eine Messboje bei der zu Neuseeland gehörenden Insel Campbell Island registriert.[17]
- Am 8. September 2019 wurde 2,5 km von Port aux Basques auf Neufundland von einer Messboje neben mehreren Wellen von ca. 25 m eine einzelne Wellenhöhe von 30,2 Metern gemessen.[18] Dies war die bis dahin höchste durch eine Boje ermittelte Wellenhöhe.

## Monsterwellen in der Optik
Im Jahr 2007 wiesen Forscher an der University of California, Los Angeles das plötzliche Auftreten von extremen Wellenausreißern (rogue waves oder freak waves) aufgrund nichtlinearer Wechselwirkung auch in der Glasfaseroptik nach, also einem ganz anderen Bereich von Wellenphänomenen. Bei Anregung mit relativ schwachen Pulsen roten Lichts wurde bisweilen ein Übergang ins Superkontinuum (weißes Licht mit breitem Wellenlängenspektrum) beobachtet, wie er sonst in der nichtlinearen Optik nur nach Anregung mit Pulsen hoher Intensität auftrat. Man erhofft sich bei allen Unterschieden aus dem Studium von Monsterwellen in der Optik auch Rückschlüsse auf das Phänomen bei Wasserwellen.

## Film und Fernsehen

### Spielfilme
- Die Höllenfahrt der Poseidon. (1972), Verfilmung des Romans Der Untergang der Poseidon von Paul Gallico (1969).
- Poseidon. (2006), Neuverfilmung.

### TV-Dokumentationen
- Freak Waves. BBC, 14. November 2002.
- Monsterwellen auf dem Meer – Schiffe in Seenot. Film von Zoe Heron, Produktion BBC, ZDF 2004 (Video bei YouTube, 43:29 Min.).
- Auf der Spur der Killerwellen. N24, 18. März 2007.
- Die Monsterwelle. Film von Zoe Heron, Universum, 2007.
- Schrecken der Meere – Das Rätsel der Monsterwellen. Film von Fabian Korbinian Wolf, Terra X, ZDF, TV-Erstausstrahlung im ZDF am 13. Juli 2025, 19:30 Uhr, 43:15 Min.[21]